# Cranaus
În mitologia greacă, Cranaus (greacă Κραναός) a fost al doilea rege al Atenei, succedându-l pe Cecrops I. Se presupune că a domnit nouă sau zece ani.
Potrivit legendei el s-a născut din pământ, ca și predecesorul său. S-a căsătorit cu Pedias, o femeie spartană, cu care a avut trei fiice: Cranae, Cranaechme și Atthis. Atthis a dat numele ei regiunii grecești Attica, după ce a murit, posibil de tânără, deși în alte tradiții, ea a fost mama lui Hefaistos și Erichthonius. 
În timpul domniei sale a avut loc potopul lui Deucalion. În unele povestiri despre Deucalion se spune că a fugit la Atena cu fiii săi Hellen și Amphictyon. Deucalion a murit la scurt timp după aceia și se spune că a fost îngropat lângă Atena. Amphictyon se pare că s-ar fi căsătorit cu una din fiicele lui Cranuas. Cranaus a fost detronat Amphictyon, fiul lui Deucalion , care a fost el însuși mai târziu detronat de către Erichthonius. 